# Vapnet
Vapnet är ett popband från Östersund med Martin Abrahamsson som frontfigur.
Vapnet slog igenom under våren/sommaren 2005 med låten "Kalla mig" som bland annat spelades flitigt på Sveriges Radio P3. Låten fanns med på EP:n Ge dom våld. 2006 kom debutalbumet Jag vet hur man väntar, vars singel "Thoméegränd" spelades en hel del på radio. Den 11 april 2007 släpptes Något dåligt nytt har hänt, vilket är ett slags minialbum bestående av sju låtar. På detta medverkar bland annat Jens Lekman.
I april 2008 släppte Vapnet albumet Döda Fallet. Det är det första albumet med främst akustiska instrument och utan trummaskin. Singeln "Plötsligt händer det inte", som släpptes i februari samma år, ligger på detta album. I samband med albumet följde en Sverigeturné, denna gång med ett akustiskt band.
Martin Abrahamsson och sångaren Martin Hanberg är också medlemmar i popbandet Sibiria, 2009 startade de tillsammans med Sibiria-medlemmen Erik Laquist ett nytt band som heter Kommun. Martin Abrahamsson är även gitarrist och låtskrivare i Nord & Syd. Per-Olof Stjärnered och Jesper Hedin har i sin tur gått vidare och bildat bandet Autisterna.

## Diskografi

### Album
- 2006 Jag vet hur man väntar
- 2007 Något dåligt nytt har hänt
- 2008 Döda fallet

### Singlar/EP
- 2004 Ge dom våld (singel)
- 2005 Ge dom våld (EP)
- 2006 Thoméegränd
- 2008 Plötsligt händer det inte
- 2008 Inga fåglar (Digitalt släpp)
- 2008 Stockholm, sett snett uppifrån (7" Singel)